# Алессандро Пліццарі
Алессандро Пліццарі (італ. Alessandro Plizzari, нар. 12 березня 2000, Крема) — італійський футболіст, воротар клубу «Пескара».

## Клубна кар'єра
Народився 12 березня 2000 року в місті Крема. Вихованець футбольної школи клубу «Мілан». 2017 року для отримання ігрової практики був відданий в оренду в клуб Серії Б «Тернана», в якій провів один сезон, взявши участь у 19 матчах чемпіонату. Після повернення у «Мілан» у 2018 році став четвертим воротарем команди після Джанлуїджі Доннарумми, Пепе Рейни та Антоніо Доннарумми.
Влітку 2019 року був знову відданий в оренду до представника Серії B, яким цього разу став «Ліворно». Згодом орендувався «Реджиною» та «Лечче».
26 липня 2022 року на умовах повноцінного контракту перейшов до третьолігової «Пескари».

## Виступи за збірні
2015 року дебютував у складі юнацької збірної Італії, взяв участь у 29 іграх на юнацькому рівні, пропустивши 27 голів. Він був основним воротарем на чемпіонаті Європи 2016 року серед юнаків до 17 років, де Італія не вийшла з групи, а також на чемпіонаті Європи 2018 року серед юнаків до 19 років, де Італія стала фіналістом турніру.
З 2017 року залучався до складу молодіжної збірної Італії. Того ж року поїхав з командою до 20 років на молодіжний чемпіонат світу, будучи дублером Андреа Дзакканьо, тому зіграв лише в матчі за 3-тє місце, де відбив два післяматчевих пенальті і допоміг команді здобути бронзові медалі. А вже на наступний чемпіонат світу 2019 року у Польщі Пліццарі поїхав як основний воротар.
Не пропустив жодного м'яча у своїх трьох перших іграх на турнірі, згодом у його ворота двічі відзначилися малійці на стадії чвертьфіналів, а у півфінальній грі проти майбутніх переможців змагання, збірної України, пропустив лише одного разу, чого, утім, виявилося достатньо аби до фіналу молодіжного мундіалю пройшли саме суперники італійців.

## Статистика виступів

### Статистика клубних виступів
Станом на 1 серпня 2019 року
| Сезон             | Команда           | Чемпіонат         | Чемпіонат | Чемпіонат | Національний кубок | Національний кубок | Національний кубок | Континентальні кубки | Континентальні кубки | Континентальні кубки | Інші змагання | Інші змагання | Інші змагання | Усього | Усього |
| Сезон             | Команда           | Ліга              | Ігор      | Голів     | Ліга               | Ігор               | Голів              | Ліга                 | Ігор                 | Голів                | Ліга          | Ігор          | Голів         | Ігор   | Голів  |
| ----------------- | ----------------- | ----------------- | --------- | --------- | ------------------ | ------------------ | ------------------ | -------------------- | -------------------- | -------------------- | ------------- | ------------- | ------------- | ------ | ------ |
| 2017–18           | «Тернана»         | B                 | 19        | -39       | КІ                 | 1                  | -1                 | -                    | -                    | -                    | -             | -             | -             | 20     | -40    |
| 2018–19           | «Мілан»           | A                 | 0         | -0        | КІ                 | 0                  | -0                 | ЛЄ                   | 0                    | -0                   | СІ            | 0             | -0            | 0      | -0     |
| 2019–20           | «Ліворно»         | B                 | 0         | -0        | КІ                 | 0                  | -0                 | -                    | -                    | -                    | -             | -             | -             | 0      | -0     |
| Усього за кар'єру | Усього за кар'єру | Усього за кар'єру | 19        | -39       |                    | 1                  | -1                 |                      | -                    | -                    |               | 0             | -0            | 20     | -40    |